# (100259) 1994 TX4
(100259) 1994 TX4 es un asteroide perteneciente al cinturón de asteroides, descubierto el 2 de octubre de 1994 por el equipo del Spacewatch desde el Observatorio Nacional de Kitt Peak, Arizona, Estados Unidos.

## Designación y nombre
Designado provisionalmente como 1994 TX4.

## Características orbitales
1994 TX4 está situado a una distancia media del Sol de 2,598 ua, pudiendo alejarse hasta 2,949 ua y acercarse hasta 2,246 ua. Su excentricidad es 0,135 y la inclinación orbital 5,205 grados. Emplea 1529 días en completar una órbita alrededor del Sol.

## Características físicas
La magnitud absoluta de 1994 TX4 es 16,2. Tiene 3,762 km de diámetro y su albedo se estima en 0,041.